# Octombrie 1998
Acest articol este generat integral pe baza informațiilor din articolul 1998 și este actualizat periodic de un robot.
 Editările făcute în articol vor fi șterse la următoarea actualizare! Dacă doriți să faceți modificări, editați articolul-sursă.

ianuarie -
februarie -
martie -
aprilie -
mai -
iunie -
iulie -
august -
septembrie -
octombrie -
noiembrie -
decembrie
Octombrie 1998 a fost a zecea lună a anului și a început într-o zi de joi.

## Evenimente

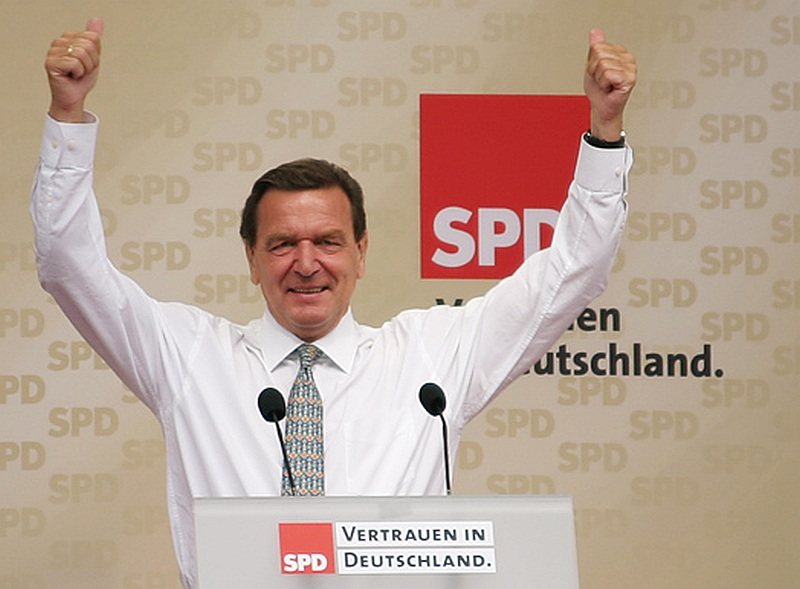
Gerhard Schröder devine cancelar al Germaniei.

- 1 octombrie: Mika Hakkinen și câștigă primul său titlu mondial în Formula 1.
- 7 octombrie: Odată cu presiunea exercitată de UDMR care insistă pentru înființarea Universității de stat maghiaro-germană, crește și numărul vocilor care se opun acestei inițiative.[1]
- 8 octombrie: Procedura de suspendare a lui Bill Clinton în scandalul Monica Lewinsky.
- 14 octombrie: Parlamentul României aprobă cererea NATO ca avioanele Alianței să poată utiliza spațiul aerian pentru posibile operațoini militare împotriva Iugoslaviei în situații de urgență. Forțele aeriene vor survola spațiul românesc în 1999 pentru a bombarda Iugoslavia.
- 14 octombrie: România semnează Memorandumul Phare.
- 20 octombrie: Guvernul hotărește închiderea a 74 de exploatări miniere.[2] În următorii 15 ani autoritățile române au cheltuit peste 350 de milioane de euro pentru închiderea a 555 de mine și cariere neviabile din 227 de localitîți aflate în 28 de județe.
- 25 octombrie: Alegeri locale pentru Primăria Bucureștiului cu o prezență modestă la vot, de doar 32,97%, ceea ce face ca scrutinul să fie anulat.[2]
- 27 octombrie: Gerhard Schröder devine cancelar al Germaniei.
- 28 octombrie: Parlamentul aprobă participarea României la misiunea OSCE în Kosovo.
- 30 octombrie: Gheorghe Funar, primar al orașului Cluj-Napoca, a acceptat propunerea făcută de Corneliu Vadim Tudor de a deveni secretar general al PRM. Funar fusese exclus din PUNR, partidul pe care l-a fondat, la 4 noiembrie 1997.
- 31 octombrie: Începe criza dezarmării din Irak. Irak anunță că nu mai cooperează cu inspectorii ONU.

## Nașteri

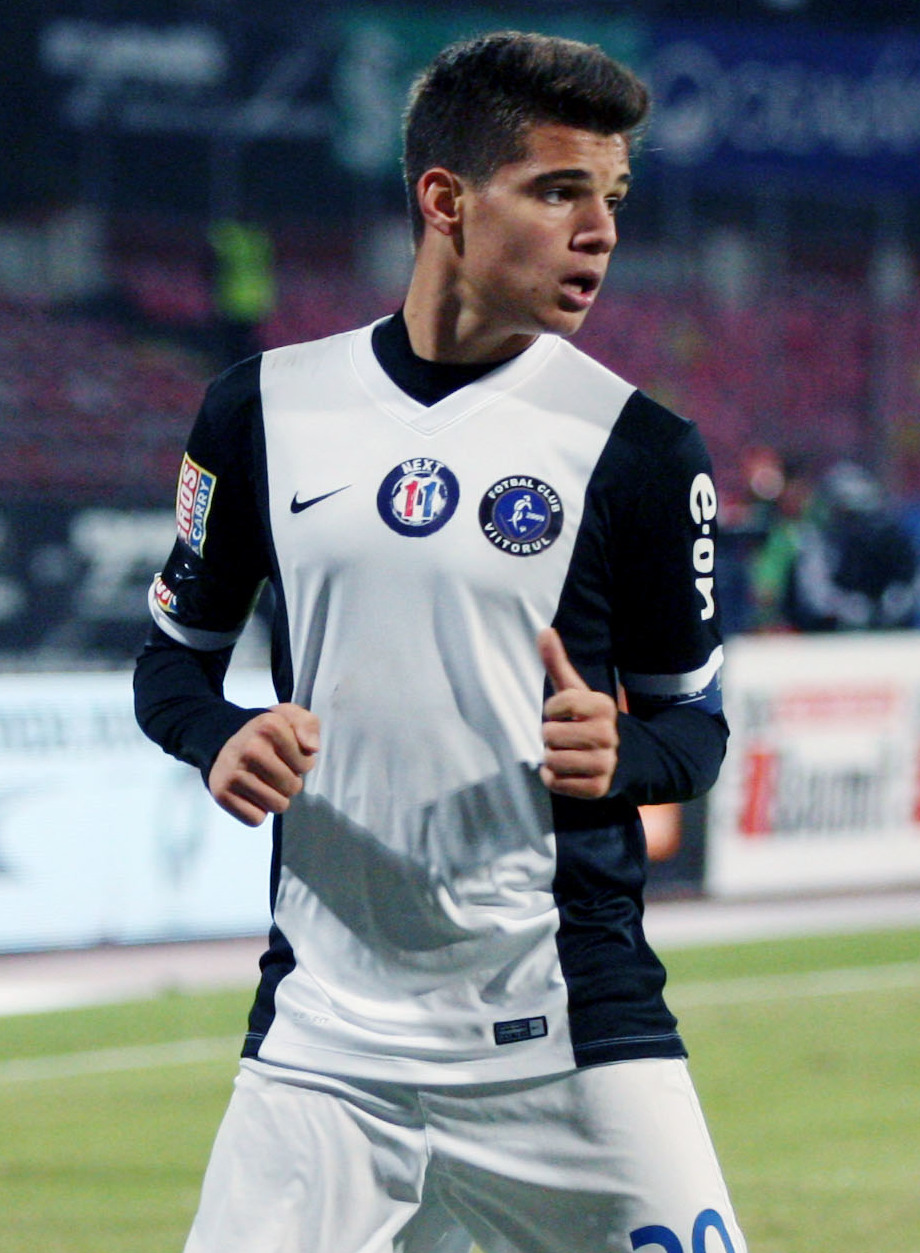
Ianis Hagi

- 2 octombrie: Rubi Rose, cantăreță, textier și model american
- 2 octombrie: Maxime Godart, actor francez
- 7 octombrie: Trent Alexander-Arnold, fotbalist englez
- 22 octombrie: Ianis Hagi, fotbalist român
- 22 octombrie: Roddy Ricch, rapper american
- 27 octombrie: Dayot Upamecano, fotbalist francez
- 27 octombrie: Pavol Inga, fotbalist român
- 28 octombrie: Taiyo Koga, fotbalist japonez
- 28 octombrie: Vlad Mihalcea, fotbalist român
- 29 octombrie: Lance Stroll, pilot canadian de curse

## Decese
- 3 octombrie: Roddy McDowall, 70 ani, actor britanic (n. 1928)
- 8 octombrie: Anatol Vieru, 72 ani, compozitor român (n. 1926)
- 15 octombrie: Leopoldina Bălănuță, 63 ani, actriță română de film, teatru, TV și voce (n. 1934)
- 23 octombrie: Silviu Stănculescu, 66 ani, actor român de teatru și film (n. 1932)
- 24 octombrie: Alain Guillermou, 85 ani, profesor universitar francez (n. 1913)